# Indian Astronomical Observatory
L'Indian Astronomical Observatory (IAO) è situato a Hanle, a circa 260 km dalla città di Leh, capitale del territorio di Ladakh in India, ed è uno dei siti più alti al mondo a disporre di telescopi ottici, infrarossi e a raggi gamma. È gestito dall'Istituto indiano di astrofisica di Bangalore. Situato a un'altitudine di 4.500 metri, i cieli senza nuvole e il basso vapore acqueo atmosferico lo rendono uno dei migliori siti al mondo per l'osservazione alle lunghezze d'onda ottiche, infrarosse, submillimetriche e millimetriche.

## Posizione
L'Osservatorio Astronomico Indiano si trova sul monte Saraswati (Digpa-ratsa Ri in tibetano) nella valle di Hanle nello Qiangtang, nel territorio indiano del Ladakh sudorientale. Nelle vicinanze sorge il monastero di Hanle. L'accesso all'osservatorio, situato vicino al confine cinese, richiede oltre sei ore di macchina da Leh, la capitale del Distretto di Leh.

## Storia

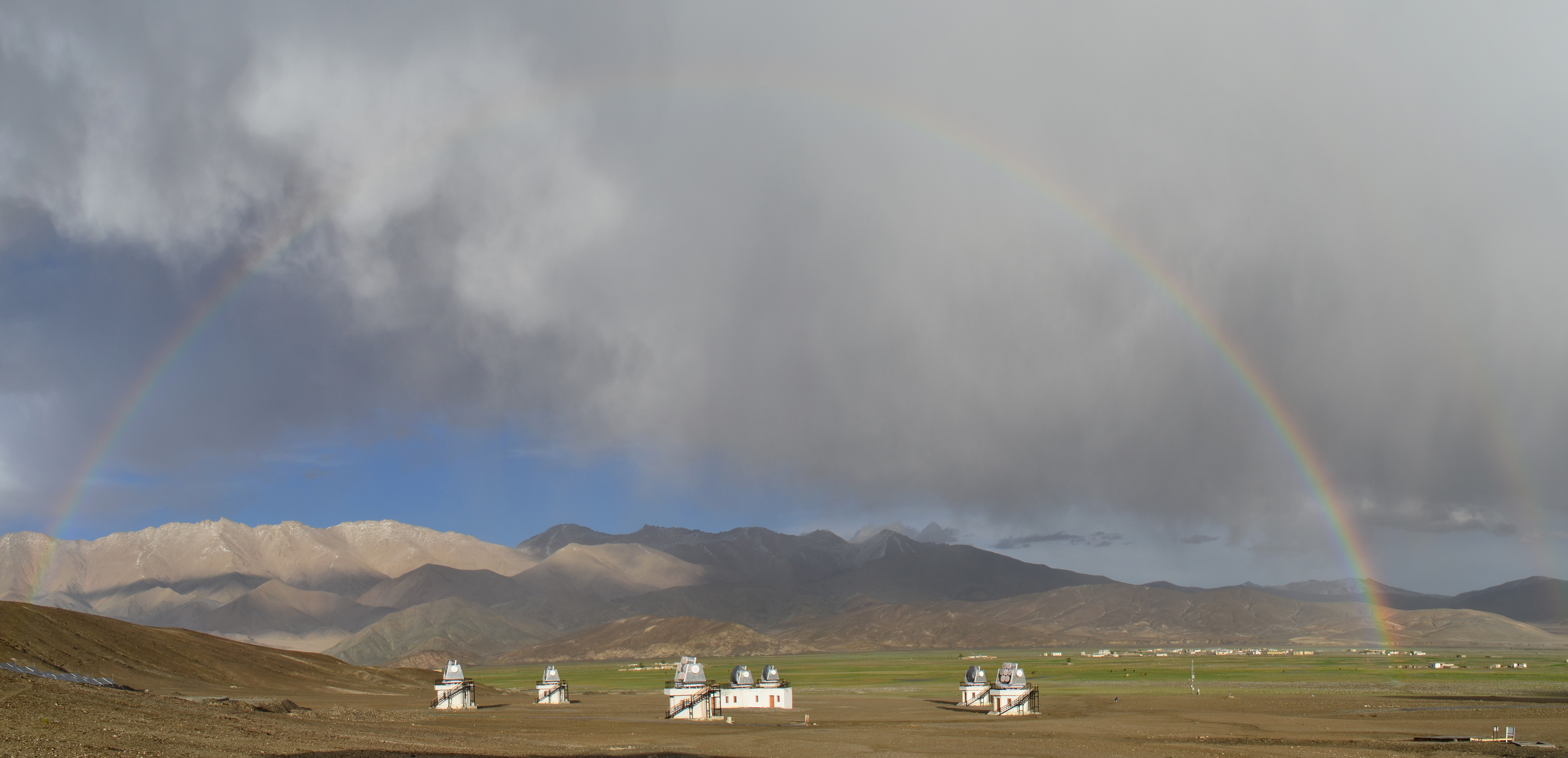
High Energy Gamma Ray Telescope (HAGAR) sotto l'arcobaleno

Alla fine degli anni '80 un comitato presieduto dal Prof. B. V. Sreekantan raccomandò che fosse data priorità ad un progetto per l'adozione di un grande telescopio ottico nazionale. La ricerca del sito dell'osservatorio è iniziata nel 1992 sotto la guida del Prof. Arvind Bhatnagar. Gli scienziati dell'Istituto indiano di astrofisica hanno individuato in Hanle il sito ideale. Il telescopio ottico e a raggi infrarossi, del diametro di 2 metri, ha visto la prima luce alla mezzanotte tra il 26 settembre e il 27 settembre 2000. Il collegamento satellitare tra il Centro per la Ricerca e l'Istruzione in Scienza e Tecnologia (CREST) di Bangalore e Hanle è stato inaugurato il 2 giugno 2001 da Farooq Abdullah, l'allora Primo Ministro dello stato di Jammu e Kashmir. L'Osservatorio è stato dedicato alla nazione indiana il 29 agosto 2001.

## Condizioni di osservazione
Il sito di Hanle è considerato eccellente per le osservazioni visibili, infrarosse e submillimetriche durante tutto l'anno. Nello specifico le condizioni di osservazione offrono circa 255 notti spettroscopiche all'anno, circa 190 notti fotometriche all'anno e una pioggia o precipitazioni nevose inferiori a 10 cm all'anno. Inoltre, ci sono basse temperature ambientali, bassa umidità, bassa concentrazione di aerosol atmosferici e vapore acqueo atmosferico, notti buie e scarso inquinamento.

## Telescopi
L'Osservatorio dispone di tre telescopi attivi: l’Himalayan Chandra Telescope (HCT), ottico e infrarossi, con diametro di 2,01 metri, l’High Altitude Gamma Ray Telescope (HAGAR) per lo studio dei raggi gamma ad alta quota e il Major Atmospheric Cerenkov Experiment Telescope (MACE) il secondo telescopio a raggi gamma più grande al mondo. 
L’Himalayan Chandra Telescope è gestito da remoto dal Centre for Research & Education in Science & Technology (CREST) dell'Istituto indiano di Astrofisica sito a Hosakote, vicino Bangalore, utilizzando un collegamento satellitare dedicato INSAT-3B che consente il funzionamento anche a temperature sotto lo zero in inverno. Prende il nome dal premio Nobel Subrahmanyan Chandrasekhar, nato in India. Contiene un sistema Ritchey-Chretien modificato con uno specchio primario in ceramica ULE progettato per resistere alle basse temperature. Il telescopio è stato prodotto dalla società australiana Electo-Optical System Technologies Inc. a Tucson in Arizona.
L’High Altitude Gamma Ray Telescope (HAGAR) è un telescopio Cerenkov rivelatore di raggi gamma ad altissima energia che dispone di 7 telescopi, ciascuno composto di 7 specchi con una superficie di 4,4 metri quadrati, per un totale di 31 metri quadrati. I telescopi sono distribuiti alla periferia di un cerchio di raggio 50 metri con un telescopio al centro. Ogni telescopio ha una montatura altazimutale.
Il Major Atmospheric Cerenkov Experiment Telescope (MACE) è un telescopio per immagini atmosferiche Cerenkov (IACT), costruito dalla Electronics Corporation of India, Hyderabad, per il Bhabha Atomic Research Center, e assemblato nel campus dell'Osservatorio Astronomico Indiano. Ha un grande collettore di luce di 21 m di diametro costituito da 1424 sfaccettature di specchi di alluminio sferico tornite a forma di diamante. È telecomandato e funziona a energia solare. È il telescopio Cerenkov alla maggiore altitudine nell'emisfero settentrionale e il secondo telescopio a raggi gamma più grande al mondo. L'obiettivo principale del telescopio MACE è studiare sorgenti di raggi gamma principalmente nella regione energetica inesplorata 20 -100 GeV e oltre con alta sensibilità.